# Hosszú sugárzó
Hosszú sugárzóknak nevezzük azokat a monopólusokat és dipólusokat, amelyek hosszúsága többszöröse az üzemi hullámhossznak. Az ilyen sugárzókon mind az árameloszlás, mind a feszültségeloszlás szinuszos, vagyis több áramhas és feszültségcsúcs alakul ki.
A többhullámhosszú antennáknak kétféle tipusát használják:
- Harmonikusan gerjesztett sugárzó - Amikor egy f0 frekvenciára méretezett antennát 2f0, 3f0, 4f0, ... 8f0 stb... frekvenciákon is használnak. Az ilyen használat kompromisszumos ugyan, mert minden felharmonikuson mind az antenna sugárzási karakterisztikája, mind a sugárzó elektromos tulajdonságai eltérnek.
- Aperiodikusan gerjesztett sugárzó - Ezt az antennatipust Long Wire antennának hívják. Használatát a beltéri antennahangolók elterjedése tette lehetővé. A talppontot nagy áttétellel illesztik a tápvezetékhez (1:20 - 1:50), így a beltéri antennahangoló viszonylag kis veszteséggel le tud illeszteni akármilyen hosszú vezetéket. Ez is kompromisszumos megoldás, az ilyen antennák viselkedése kiszámíthatatlan.

## Feszültség és áramviszonyok a hossú sugárzón

### Hosszú monopólus
Hosszú monopólust ritkán használnak vertikális antennaként, legtöbbször megdöntve, vagy vízszintesen elhelyezve használják, és a talppont közelében alakítanak ki jó hatásfokú földelést.
Leginkább rádióamatőr gyakorlatban fordul elő ennek a tipusnak a használata, pl. egy 40m-es sávra tervezett antenna jól használható a 20, 15, 10 m-es sávokon is.
Az antennán több áramhas és feszültségcsúcs lép fel, ennek következtében úgy viselkedik, mint több, egymáshoz kapcsolt monopólus.
A talpponti ellenállása a következőképp alakul:

### Hosszú dipólus
A hosszú, vízszintes dipólus használata gyakori, mind harmonikusan gerjesztett változatban, mind aperiodikus gerjesztéssel.
Az antennán több áramhas és feszültségcsúcs lép fel, ennek következtében úgy viselkedik, mint több, egymáshoz kapcsolt monopólus.
Talpponti ellenállása a következőképp alakul:

## A hosszú sugárzó iránykarakterisztikája
A sugárzók hosszabbításával egy adott hosszúság után már nem javul az antenna nyeresége, hanem melléknyalábok jelennek meg az iránykarakterisztikán. Monopólus esetén a fő sugárzási irány el is tűnik, így a hosszú vezeték nem alkalmas iránysugárzásra.
Rövidhullámoknál, ionoszférára történő sugárzás esetén kifejezetten előnyös ez a tulajdonsága, különösképpen, ha a talaj reflektáló hatását is figyelembe vesszük. Ilyenkor olyan félgömbszerű sugárzót kapunk, ami felfelé koncentrikus körökben "vetít" az ionoszférára.